# Danutė Domikaitytė
Danutė Domikaitytė (ur. 15 lutego 1995) – litewska zapaśniczka walcząca w stylu wolnym. Zajęła dziewiąte miejsce na mistrzostwach świata w 2021 roku. 
Brązowa medalistka mistrzostw Europy w 2020; piąta w 2018, 2019 i 2024. Piąta na igrzyskach europejskich w 2019 i trzynasta w 2015. Ósma na igrzyskach wojskowych w 2019. Brązowa medalistka wojskowych MŚ w 2017. Mistrzyni nordycka w 2017 i 2018. 
Trzecia na MŚ U-23 w 2017. Trzecia na MŚ juniorów w 2014, druga na ME w 2013 roku.
Zawodniczka Uniwersytetu Szawelskiego.